# Dolomitas de Fiemme
Los Dolomitas de Fiemme (en italiano: Dolomiti di Fiemme), a veces  llamados los Alpes Fleimstal (en alemán: Fleimstaler Alpen) o simplemente montañas Fiemme, son uno de los macizos de los Alpes meridionales de piedra caliza en la región italiana de Trentino-Tirol del Sur. La cadena lleva el nombre del valle de Fiemme (Val di Fiemme; Fleimstal). 
Se encuentran entre los Alpes de Sarntal, los Dolomitas, los Alpes vicentinos, las montañas Garda, el macizo de Brenta y el grupo Nonsberg. En la clasificación Alpine Club de los Alpes Orientales (AVE) de 1984, los Dolomitas de Fiemme están delimitadas de la siguiente manera:
- el extremo norte está formado por la ciudad de Bolzano, desde donde el límite continúa hacia el sureste a lo largo del valle del Eggental, sobre los puertos de Zanggenjoch y Satteljoch hasta Predazzo; luego atraviesa Paneveggio y cruza el paso de Rolle hacia el valle de Cismon hasta Mezzano para cruzar después los puertos de Góbbera y Brocon hacia Pieve Tesino y Strigno en el Valle Sugana; finalmente corre a lo largo del valle de Mocheni hasta Trento, desde donde sigue el valle de Etschtal una vez más hasta Bolzano.[1]

En la parte tirolesa del sur de las montañas Fiemme se encuentra el parque natural Trudner Horn. 